# Hemechtsland a Sprooch
Pour les articles homonymes, voir HAS.
Hemechtsland a Sprooch, parfois écrit Hemechsland a Sprooch ou abrégé en HAS, est une association culturelle et linguistique fondée en 1975. Elle a pour but de promouvoir et de défendre la variante du francique luxembourgeois qui est traditionnellement parlée dans le département français de la Moselle, ainsi que la culture et l'histoire qui lui est associée.
Son nom peut se traduire en français par « Pays natal et langue » ou encore « Patrie et langue ».

## Historique
L'association Hemechtsland a Sprooch est fondée en 1975 par Albert Piernet. Après l'association du cercle René-Schikelé section Moselle créé en 1968, Hemechtsland a Sprooch serait la seconde association de ce type à avoir vu le jour en France (concernant les dialectes germaniques de Lorraine). 
Du 29 mars au 3 avril 1976, elle organisa une « Semaine culturelle francique » dans le pays thionvillois. Soit un événement similaire au festival « Mir redde Platt ».

## Publications
Dans les années 1970 et 1980, l'association publiait régulièrement une revue intitulée Hemechtsland a Sprooch, revue culturelle du pays francique. Elle avait comme directeur de  publication et rédacteur en chef M. Piernet. Le premier numéro est paru en octobre 1975 sous le titre Sauvons notre langue.
Entre novembre 1979 et mars 1983, l'association procède à des enregistrements audio dans 189 localités, dans le but de recueillir les différentes variantes du dialecte (vocabulaire, verbes irréguliers, etc.).
En mai 1983 la revue reparait après une interruption de quatre ans, cela selon une formule comportant pour chaque numéro un dossier en français sur un village donné. Soit son histoire, ses monuments, les spécificités de son dialecte, les sobriquets des habitants, etc. Ainsi que des chroniques plus générales en dialecte : textes et biographies de conteurs, ornithologie,. Le premier numéro de cette série, inclut une carte générale de la « Moselle luxembourgeophone », avec le nom des villages en francique.
À partir de 1984, parait le premier calendrier de l'association, consacré aux Spottsnimm (sobriquets villageois), puis en 1985 des Virnimm (prénoms), des Sprachswierder (dictons) en 1986, 1987, 1988, 1989 et 1990, avec en 1986 une version en roman des dichotomes. 1991 voit la création d'un calendrier littéraire luxembourgeois.
Cartes de vœux, reproductions de cartes postales anciennes et auto-collants en platt complètent encore les productions de Hemechtsland a Sprooch.
À partir de juin 1985, l'association publiait en parallèle une revue littéraire intitulée Hott a Mar, celle-ci étant entièrement rédigée en langue francique luxembourgeoise,.
En décembre 1986, Hemechtsland a Sprooch crée la collection Diddenuewenerland : Histoire du Luxembourg français, avec pour n°1, l'édition de l'ouvrage de Romain Wagner consacré à la "Seigneurie de Volmerange, Paroisse de Keybourg".
1988 voit la création de 2 nouvelles séries de publications d'un nouveau format intitulées Hënt et Zanz.
D'autre part, Elle éditait parfois en collaboration avec l'association culturelle « Arelerland a Sprooch » de Belgique. Celle-ci ayant pour but la promotion de la langue et de la culture luxembourgeoise du pays d'Arlon.
L'association est également à l'origine du groupe musical appelé « Déi vum Museldall », qui se produira dans bon nombre de villages des pays thionvillois et sierckois, et éditera des disques vinyle et cassettes audio. L'auteur Daniel Laumesfeld en fit temporairement partie, de 1976 à 1978.

### Divers
- Albert Piernet, Apprenons à parler le francique, 1977 (BNF 34312958)
- Romain Wagner, Seigneurie de Volmerange, Paroisse de Keybourg (BNF 40937217)
- Collection Diddenuewenerland : Histoire du Luxembourg français, 1986 (BNF 40953398)

### Premiers bulletins
- N° 1 : Ech swätzen op Platt, an Dau, Firwat Nët ? Oktober-November 1975, 20 Säiten.
- N° 2 : Schwätz a schreiw op Platt ! Dezember 1975 - Januar 1976, 24 Säiten.
- N° 3 : Schwätz op Platt dommen Iesel ! Februar-März 1976, 28 Säiten.
- N° 4 : Loutrénger ! Swätz op Platt... Abrëll-Mee 1976, 32 Säiten.
- N° 5 : Kéng atoomzentral zu Kattenhuewen ! Juni-Juli 1976, 32 Säiten.
- N° 6 : Dreisprachigkeit, Trilinguisme, Dräisproochegkeet. Karschnatz-Hierschmount 1976, 32 Säiten.
- N° 7 : H.A.S. feiert säin éischte Gebursdag. Wäimount-Wantermount-Krëschtmount 1976, 32 Säiten.
- N° 8 : Arelerland as och Fränkeschland. Haartmount-Spierkel 1977, 32 Säiten.
- N° 9 : Fränkeschsprocch stéi op, et as Zäit ! Lentzmount-Gecksmount 1977, 32 Säiten.
- N° 10 : Mir wëllen am Hémecht liewen ! Mee-Braachmount 1977, 32 Säiten.
- N° 11 : Dans sa diversité notre langue est une. Hämount-Karschnatz 1977, 32 Säiten.
- N° 12 : D'Weeweiser mussen och op Platt sin. Hierschmount-Wäimount 1977, 32 Säiten.
- N° 13 : Lothréngen eist Hemechtsland ! Wantermount-Krëschtmount 1977, 32 Säiten.
- N° 14 : La répression culturelle ! Haartmount-Spierkel 1978, 32 Säiten.
- N° 15 : Fränkeschland a Breizh, selwichte Kamp ! Haartmount-Spierkel 1978, 32 Säiten.
- N° 16 : Am Dëngscht vun der fränkescher Kultur. Mee-Broochmount 1978, 32 Säiten.
- N° 17 : Eis fränkesch Dierfer. Hämount-Karschnatz 1978, 32 Säiten.
- N° 18 : Leiert all eis Sprooch. Hierschmount-Wäimount 1978, 32 Säiten.

### Revue

#### Première série
- n°16, Les différentes langues franciques, juillet 1978
- n°17, Le village lorrain (première partie), octobre 1978
- n°18, Un atlas linguistique de la Lorraine germanique, décembre 1978

#### Deuxième série
- no 1, Le village lorrain (deuxième partie), mars 1979
- n°2, La musique traditionnelle francique, avril 1979
- n°3, Haut Harrisburg, mar Kättenuewen !, mai 1979
- n°4, Le Bildstock (première partie), juin 1979
- n°5, Le Bildstock (deuxième partie), juillet 1979

#### Série consacrée aux villages
- n°1, Munnowen, 1983
- n°2, Uderen, 1983
- n°3, Kättewen, 1983
- n°4, Opéch, 1984
- n°5, Wöölmeréng, 1984
- n°6, Gentréngen, 1984
- n°7, Kinneksmaacher, 1984
- n°8, Réisséng, 1984
- n°9, Grouss-Hetténgen, 1985
- n°10, Engléngen, 1985
- n°11, Obonco, 1985
- n°12, Woolkrénge a Metzénge, 1986
- n°13, Ower-Jäiz, 1986
- n°14, Kaunfen, 1987
- n°15, Ruedemaacher, 1987
- n°16, Metzerwis, 1987

#### Série intitulée Hënt
N° 1, 2. Trimester 1988, 80 Säiten.
S. 1..... Wat dran as.
S. 2..... Albert Louis Piernet : E puer Wierder fir unzefänken.
S. 5..... Romain Wagner : Escherange à travers les siècles.
S. 15... Albert Louis Piernet : Escherange au début du XXe siècle.
S. 19... J.P. Kirch : Règlement de l'église d'Escherange (1588).
S. 25... Guy-Henri Kleiner : Le premier drapeau.
S. 29... Albert Louis Piernet : Le Luxembourg français.
S. 47... François Pauly : La frontière linguistique, une frontière idéologique ?
S. 59... Victor Paradeis : Papa Jhampi an der Himmelspforte.
S. 66... Albert Louis Piernet : Aux origines du mot « Houseker ».
S. 69... Isi Comes : Musek, Gesank an Danz a lëtzebuurger Sprooch a Spéchwierder.
N° 2, 3. Trimester 1988, 80 Säiten.
S. 81.... Wat dran as.
S. 82.... Albert Louis Piernet : 'T Wuurt vum Präsident.
S. 85.... Auguste Haut : Le village et la seigneurie de Distroff.
S. 99.... Albert Louis Piernet : Distroff au début du XXe siècle.
S.107... Anita Stiller : Les actes de catholicité de la paroisse de Thionville.
S.125... Romain Wagner : Manom, un fer de lance laténien inédit.
S.130... Albert Louis Piernet : Le bilinguisme et ses avantages.
S.139... Albert Louis Piernet : Le chien dans la langue luxembourgeoise.
S.147... Isidor Comes : Den aarmen Théidi.
S.155... Information culturelle : Parution du Nr. 1 de la revue « Zanz ».
S.156... Information culturelle : Parution du calendrier 1989.
S.157... Information culturelle : Astérix en Luxembourgeois.
N° 3, 4. Trimester 1988, 80 Säiten.
S.161... Wat dran as.
S.162... Albert Louis Piernet : Éditorial, H.A.S à l'heure de la P.A.O.
S.165... Albert Louis Piernet : Du jardinage à la sidérurgie, Borggard.
S.190... Albert Louis Piernet : Beauregard en 1912.
S.202... Albert Louis Piernet : Une promenade à travers Beauregard.
S.217... Romain Wagner : Le lieu-dit « Geren ».
S.220... Henri Poinsotte : Huit anecdotes du Luxembourg français.
S.230... Anonim : Gi mer nit iwwerdubbert ?
S.235... Index 1988.

### Disques
| Artiste           | Titre                              | Date |
| ----------------- | ---------------------------------- | ---- |
| Déi Vum Museldall | O Fränkeschland, Mäin Hemechtsland | 1977 |
| Déi Vum Museldall | Volleksfest Am Lotréngerland       |      |
| Déi Vum Museldall | 1637-1987 : 350 Jor Ongléck        | 1987 |